# Astragalus genargenteus
Astragalus genargenteus es una especie de planta del género Astragalus, de la familia de las leguminosas, orden Fabales.

## Distribución
Astragalus genargenteus se distribuye por Cerdeña.

## Taxonomía
Fue descrita científicamente por Moris. Fue publicada en Stirp. Sard. Elench. 1: 11 (1827).